# He-Ne laser
Helij-neonski laser je plinski laser koji kao aktivni laserski medij koristi mješavinu helija i neona.
Laser se u principu sastoji od cijevi ispunjene helijem i neonom u omjeru 5:1 pod tlakom od oko 300 Pa. Na krajevima se cijevi nalaze dva paralelna zrcala koja svu svjetlost koja pada iz smjera cijevi reflektiraju natrag u cijev. Na taj način svjetlost koja putuje duž osi lasera je zarobljena unutar lasera, tvoreći lasersku šupljinu (optički rezonator). Blizu krajeva cijevi nalaze se elektrode kojima se u cijev dovodi visoki napon (iznad 1000 V). Visoki napon stvara elektrone u cijevi koji se ubrzavaju i uzrokuju brojne sudare s atomima helija i neona. Ti sudari prenose energiju na atome, čime atomi prelaze u pobuđena stanja.
Helijevi atomi se tim sudarima pobuđuju u mnoštvo pobuđenih stanja, iz kojih se emitiranjem fotona ili sudarima s drugim atomima ili stjenkama cijevi relaksiraju u niža stanja. Ako se relaksiraju u 2s stanje oni se ne mogu vratiti u osnovno stanje (1s) jer je prilikom emitiranja ili apsorbiranja fotona nužno promijeniti kvantni broj kutne količine gibanja za 1 (to je zato što foton ima kvantni broj kutne količine gibanja 1, a sve s-orbitale imaju taj broj 0). Stanje 2s helija je zbog toga metastabilno stanje. U laserskoj cijevi se nakupljaju atomi helija u pobuđenom 2s stanju.
Stanje 2s helija ima gotovo jednaku energiju kao i 4s stanje neona. Prilikom sudara helijevi atomi pobuđeni u 2s stanja predaju energiju atomima neona, pri čemu atomi neona prelaze u 4s stanje. Iz tog stanja atomi neona emitiraju fotone procesom stimulirane emisije, čime prelaze u 2p, 3p ili neko drugo stanje. Ti fotoni tvore lasersku zraku. Prijelaz u 2p stanje je najintenzivniji, a prilikom njega se emitiraju fotoni valne duiljine 632,8 nm, što odgovara crvenoj svjetlosti. Također je moguće postići i zračenje valnih duljina 543,5 nm (zeleno), 611,8 nm (žuto), 635,2 nm (crveno), 640,1 nm (crveno), 730,5 nm (crveno), 3,39 μm (infracrveno). 
He-Ne laseri su relativno jeftini, daju izvanredno monokromatičnu liniju, a koriste se za precizno mjerenje udaljenosti i položaja, za stvaranje holograma i kao referentno zračenje u spektroskopiji. Prije pojave jeftinijih poluvodičkih lasera He-Ne laseri su se upotrebljavali za očitavanje štapićastih kodova.